# ETEP Faculdades
ETEP Faculdades é uma instituição de ensino superior brasileira, com sede em São José dos Campos, São Paulo.
A instituição é controladora da holding CETEC Educacional, criada em 2005.

## História
Como escola técnica, iniciou as suas atividades em 1956 a partir da ação de um grupo de integrantes do Rotary Club de São José dos Campos, que criou a Associação Joseense de Ensino (AJE).[carece de fontes?] A AJE implantou uma escola industrial de primeiro grau (ou Ginásio Industrial). O nome da escola é uma homenagem ao professor Everardo Miranda Passos (1905-1965), um dos idealizadores da mesma.
Em 1958 a AJE criou a Escola Técnica Professor Everardo Passos que iniciou as suas atividades em 1959, oferecendo, desde sua criação, o ensino médio integrado a curso técnico.[carece de fontes?]
Paralelamente, em 1968 foi criada a EEI - Escola de Engenharia Industrial que oferece o curso de Engenharia Industrial Mecânica e a partir de 1987 a FACAP - Faculdade de Ciências Aplicadas que oferece aos alunos habilitação em Ciências com Licenciatura Plena em Física ou Matemática.
Em virtude da relevância que tinha o ensino técnico e da configuração da política desenvolvida tanto pelo Ministério da Educação, quanto pela Secretaria da Educação de São Paulo, a ETEP recebia subsídios públicos que garantiam a mesma possibilidade de manter o caráter gratuito de seus cursos técnicos. Este quadro passou a mudar a partir do início da década de 1980. Houve uma forte restrição dos recursos, acompanhada de incertezas quanto a continuidade do financiamento o que apontou para a possibilidade da transferência da escola para o controle do governo do estado de São Paulo. A partir de 1981 os recursos públicos passaram a ser destinados na forma de um número limitado de bolsas de estudo. Deste modo, a escola fez um levantamento sócio-econômico dos seus alunos, distribuindo as bolsas para os considerados de menor poder aquisitivo, passando a cobrar mensalidades dos demais alunos. Além disso, para reduzir despesas, diversos professores foram dispensados.[carece de fontes?]
Atualmente, a ETEP Faculdades oferece cursos técnicos, superiores e pós. Além disso, a Escola Técnica Everardo Passos oferece o ensino médio integrado a curso técnico e o pré-ETEP.